# 彈性飲食
彈性飲食（英語：flexible dieting）是一種新興飲食概念，強調個體可以食用任何想吃的食物，只要符合己身的宏量營養素目標即可。因此英語上又稱為：macros diet、If It Fits Your Macros (IIFYM)。與之相對的飲食概念則為嚴密飲食（英語：rigid dieting）。

## 簡介

### 源起
彈性飲食的源起與一群競技健美選手有關。該群人厭倦於準備健美比賽過程中，需遵行嚴格的飲食、限制食物及卡路里，遂發展出彈性飲食此飲食概念。

### 執行步驟[2][3]
- 由個人每日能消耗的熱量來決定每日要攝取的熱量。
- 決定不同種宏量營養素（如：碳水化合物、蛋白質、脂肪）的比例。
- 追蹤每日的進食以達到個體預定的宏量營養素攝取目標。

### 相關建議[2][3][4]
- 蛋白質的每日營養素建議攝取量（英語：Recommended Dietary Allowances (RDA)）為0.8g/kg，彈性飲食（英語：flexible dieting）則要求要達到兩倍(1.6g/kg)以上，因此算是一種特別注重蛋白質的飲食概念。
- 關於宏量營養素的比例，彈性飲食（英語：flexible dieting）雖沒有特別定義，但通常是碳水化合物40%、蛋白質40%、脂肪20%。
- 建議同時計算膳食纖維、微量營養素的攝取量，以符合每日營養素建議攝取量。

### 強調蛋白質攝取的原因
蛋白質對於減肥及其維持，扮演極重要的角色，以下是相關文獻證據：
- 在短期(如：1年)試驗中，若每日蛋白質攝取量達到1.2~1.6g/kg，個體能對食慾、體重維持、心臟代謝危險因子皆有較好的控制。[5]
- 對於想減少體內脂肪而非淨組織者，每日蛋白質攝取量為1.8~2.7g/kg，且蛋白質應屬高品質。[6]
- 若蛋白質攝取不足，可能會增加復胖的風險。[7]

## 與嚴密飲食相比之優勢[8]

### 嚴密飲食的缺點
在進行嚴密飲食的人，會會制訂嚴密的飲食計畫，並攝取固定種類的食物。因此當其沒有達成設定目標時，即便是差一點點，都會被視為完全的失敗。失敗後常常會開始吃大量的飲食計畫後食物(英語：post-diet food)，導致脂肪大量攝取，甚至更容易復胖。此外，就如同健身計劃一樣，適用於一個人的飲食計畫並不一定適用於其他人，飲食計畫的效果也因人而異。
綜合以上所述，嚴密飲食相較於彈性飲食有以下幾個缺點：
- 太要求完美。
- 只注重短期效果。
- 難控制飢餓感。
- 無法適用所有人。

### 彈性飲食的優點
彈性飲食並未限制吃的食物種類，當然能食用原型食物（英語：whole food）最佳，但並不像嚴密飲食一樣要求，而是注重在攝取的營養素。因此不會因在飲食計畫途中攝入了蛋糕、甜點等高熱量食物，或是在外與朋友用餐，就宣告失敗，但仍需注意計算攝入了多少的營養素。
正因彈性飲食可自由調配想吃的食物，只要攝取的營養素達到標準即可，因此對許多在進行飲食計畫的人是有幫助的。以下是其優點:
- 選擇自由。
- 兼顧社交性。
- 較易維持。

## 爭議[9][10]

### 主要爭議
儘管彈性飲食在研究及學理上應該有效，但也有營養師或體適能教練認為彈性飲食在執行上有其不可行之處，因此其效果目前仍有待商榷。爭議如下：
- 忽略維生素的重要性:彈性飲食追求的是宏量營養素（碳水化合物、蛋白質、脂肪）總量符合目標的情況下，可以彈性地調配飲食內容；因此常常忽略微量營養素（如維生素、礦物質）的重要性。
- 忽視整體健康:彈性飲食可能導致攝取過多加工食品，取代原型食物。微量營養素不足，以及加工食品的加工調味過多，可能破壞腸道原有的菌落，讓腸道的菌叢改變。腸道菌叢改變會影響消化吸收、免疫系統。因此彈性飲食可能間接導致整體健康的下降，如：容易發炎、感冒、腸胃道病症或是疲勞、睡眠品質低下。

### 修正方式
對於彈性飲食的爭議，有體適能教練提出一套對其修正的方法，包括：多吃原型食物、自己備餐。旨在將彈性飲食修正為「健康的彈性飲食」，在同樣著重宏量營養素總量的前提下，調整飲食的選擇，避免上段提及的情況發生。